# Madeleine Sémer
Madeleine Sémer, de son vrai nom Héloïse Bernadette Rémès, née à Genève le 9 avril 1874 et décédée à Paris le 8 mai 1921 est une mystique catholique française laïque auteure d'un Journal spirituel.

## Biographie
Madeleine Sémer est la fille de Frédéric Rémès, entrepreneur de travaux publics, et de Bernarde Clotilde Pujade. Elle doit son prénom à son père, grand lecteur de Jean-Jacques Rousseau (auteur de La Nouvelle Héloïse). Ses parents se marient à Toulouse le 30 novembre 1879 alors qu'elle a 5 ans. Elle est une jeune fille très fervente jusqu'à l'âge de ses treize ans puis perd brutalement la foi catholique. Dans une lettre datée du 3 août 1904, où elle raille les convictions religieuses de sa correspondante, elle écrit d'elle-même : « Je me souviens de mes derniers transports de foi vers 12 ou 13 ans. Je serais devenue dans cette voie une sainte T[h]érèse. [...] À 13 ans et demi, avant 14, le voile s'est déchiré. » Sa mère décède le 6 décembre 1889 alors que Madeleine Sémer n'a que 15 ans. Ses études s'arrêtent au niveau du Brevet élémentaire.
Elle déménage en 1890 avec son père à Constantine en Algérie où ce dernier, en sa qualité d'ingénieur civil, est nommé directeur des travaux du Coudiat-Aty. Après un an de fiançailles, elle se marie civilement à l'âge de 17 ans, le 26 septembre 1891, avec Émile Morinaud, publiciste et conseiller général, de 9 ans son aîné. Elle donne naissance deux ans plus tard à un fils, Paul, auquel elle ne prodigue aucune éducation religieuse, l'enfant n'est même pas baptisé. « Belle, cultivée, elle mène une vie mondaine, collectionne les amitiés et les conquêtes. »
S'étant rendue coupable d'adultère, elle divorce le 25 septembre 1907. Elle part pour Alger avec son fils où elle demeure jusqu'en 1909, aidée par ses proches. Elle lit Montaigne, Rousseau, Condorcet, Georg Büchner et Nietzsche qui la renforcent dans son scepticisme,. Son fils retourne chez son père. Elle se retrouve alors seule et sans ressource. Elle se rend à Paris pour gagner sa vie. Faute d'emploi et d'argent, elle est hébergée au couvent des Servantes du Saint-Sacrement. Elle se confie sur sa vie passée à la prieure qui devient une amie et s'offre de lui trouver un emploi. En février 1910, elle trouve un poste de gouvernante. La même année, elle commence son Journal qu'elle intitule « Pensées de solitude » dans lequel elle retrace ses doutes, mais aussi son cheminement vers la conversion. De mai à janvier 1911, elle est préceptrice chez un haut diplomate, puis employée par une famille étrangère qu'elle suit en Allemagne et en Autriche.

En avril 1912, elle aurait eu une vision du Christ qu'elle transcrit ainsi le 13 du mois dans son Journal : 

« Pourquoi ne noterai-je pas cela ? Le soir du 9, dans l’excitation de la fatigue, les pensées lourdes, en secouant la tête comme pour chasser l’ennui de moi-même, j’ai vu à côté de mon visage un visage doux et beau, une épaule offerte à mon inquiétude et je garde le souvenir d’une claire seconde où j’ai souri à Jésus. [...] J’ai écrit ceci sobrement, pour ne pas l’oublier certes, et aussi pour ne pas l’amplifier avec le temps, ou le diminuer. »

 Elle note cinq ans plus tard dans son Journal : 

« [La vision] disparut aussitôt. J’étais sûre que je venais de voir Jésus. Oui, j’étais sûre du miracle. Je serais morte avant de pouvoir dire que je n’avais pas vu, à côté de moi, un être de lumière que mon cœur avait nommé Jésus. Mais, au lieu d’admirer, de bénir, de constater mon émotion et l’oubli de mon souci, je ne pensais qu’à trouver les impossibles raisons de discuter la vision merveilleuse. Ne pouvant nier, je l’appelais un rêve, ce qui était une fausseté puisque je l’avais vue debout, de mes yeux, avant de me coucher. Je voulais que ce fût une réponse à mon désir, la suite d’une inconsciente suggestion ; je voulais n’importe quoi, excepté reconnaître la vérité du miracle. Depuis, avec la foi qui entrait en moi, j’ai appelé la belle vision, j’ai prié, je l’ai voulue de tout mon désir ; plus jamais je ne l’ai revue. »

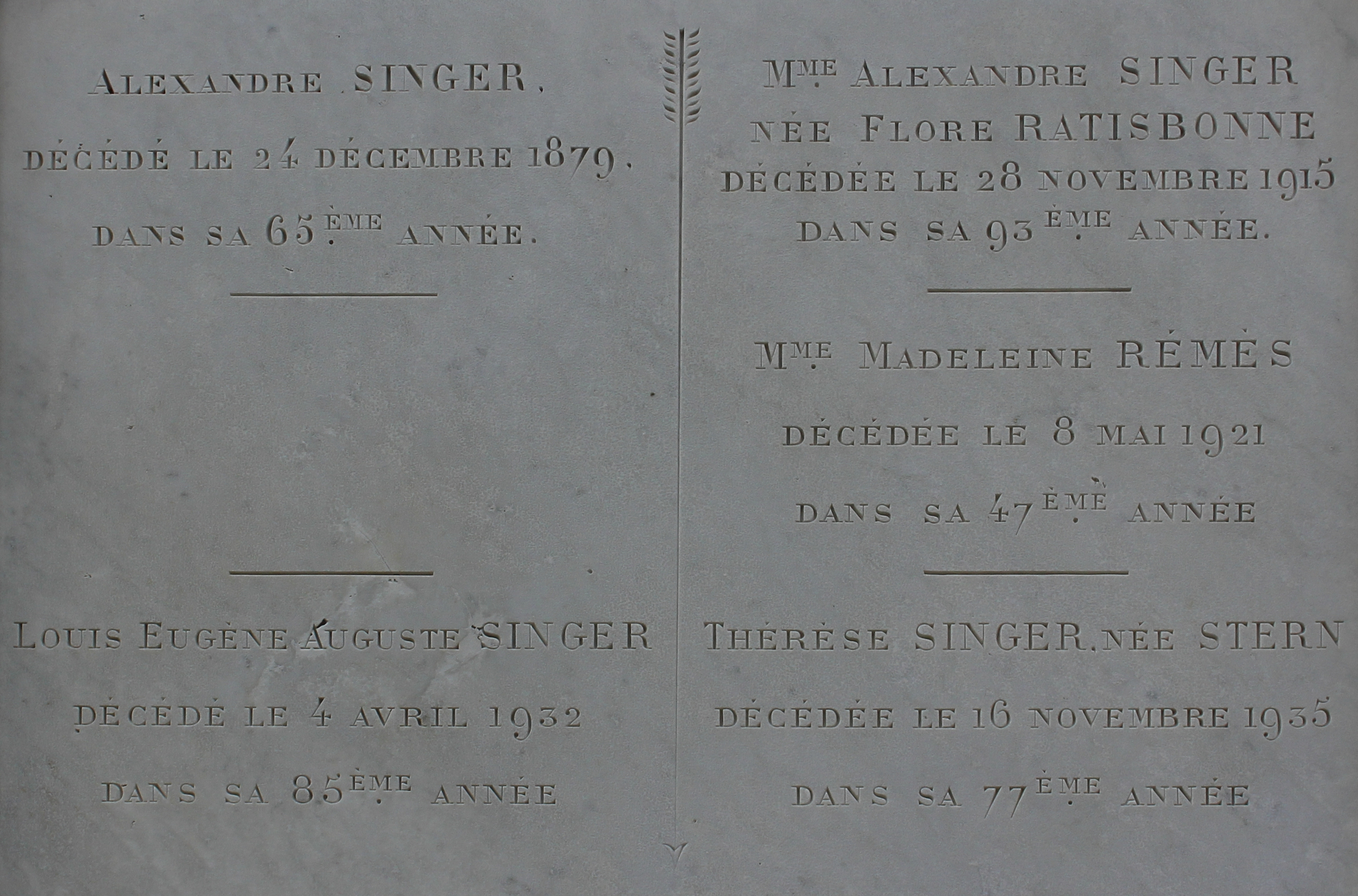
Tombe de Madeleine Sémer enterrée avec la famille Singer au cimetière du Père-Lachaise.

En novembre 1912, elle devient la dame de compagnie d'une nonagénaire, Flore Singer, nièce d'Alphonse Ratisbonne. Elle se met à lire le philosophe Henri Bergson dont elle dit dans une lettre du 14 février 1914 : « En me détournant scientifiquement du matérialisme, en me donnant la foi en une possible liberté, [il] m'a rendu le sens du spirituel, du divin. Il a été pour moi le pont sur l'abîme que je croyais infranchissable, la main qui vous conduit dans le chemin nouveau. » Elle est influencée par le mysticisme de William James et Ralph Waldo Emerson « si près de Dieu, loin de tout dogme ».
Elle se convertit et prend le prénom de Madeleine, en référence à la femme pécheresse disciple de Jésus dans l'Évangile. Au printemps 1914, elle retrouve le chemin de la pratique religieuse, se porte au secours des pauvres et des soldats. Elle approfondit sa connaissance de la doctrine catholique en lisant des auteurs religieux, notamment Henri Lacordaire, Maurice d'Hulst, John Henry Newman, et des livres de saints. Elle explique sa conversion à ses proches, dont son fils qu'elle guide vers la foi catholique : celui-ci reçoit le baptême en mars 1917. Elle connaît de nouvelles expériences mystiques à partir du 15 septembre 1917. Elle refuse plusieurs propositions de mariage et fait vœu de chasteté en 1918. Elle devient, jusqu'à son décès, la secrétaire particulière d'Albert Ier prince de Monaco. Elle écrit à Henri Bergson pour le remercier d'avoir retrouvé grâce à lui  le chemin de la foi chrétienne. Elle entretient avec lui une longue correspondance dans laquelle elle lui expose son parcours mystique qui retient l'attention du philosophe,.
Elle meurt à l'âge de 47 ans, au milieu de grandes souffrances physiques, dans la nuit du 7 au 8 mai 1921,.

## Postérité
Sa vie et son parcours sont popularisés par l'abbé Félix Klein, professeur honoraire de littérature française à l'Institut catholique de Paris. Dans son livre paru en 1923, il cite abondamment son Journal spirituel, qui n'a jamais été publié. Par discrétion, l'auteur utilise le nom de Madeleine Sémer, anacyclique de son patronyme.
Il raconte la forte impression que produisit Madeleine Sémer sur Henri Bergson qui l'écouta « avec un vif intérêt et resta très frappé, non seulement de sa sincérité et de sa vive intelligence, mais de sa pondération et de son parfait équilibre. »
Dans un livre d'entretiens avec le penseur catholique Jacques Chevalier, Henri Bergson relate ainsi sa rencontre avec Madeleine Sémer et la connaissance plus complète qu'il a eue d'elle grâce à l'abbé Klein, à l'origine de l'intérêt du philosophe pour les écrits mystiques : 

« Le hasard a voulu que je connaisse de petits mystiques. Je reçus les confidences de gens qui, sans avoir eu de révélation de Dieu, ont dépassé certainement, quant à l'intuition, le point où peut aboutir le commun des hommes : ainsi de Mme Sémer, dont l'abbé Klein m'avait parlé lors d'une rencontre chez Anatole Leroy-Beaulieu à une réception de l'École des Sciences politiques en 1912. Je vis cette dame, dont le vrai nom était Mme Rémès. Elle me confia certaines choses. Puis, après qu'elle fut morte, l'abbé Klein eut connaissance de ses expériences intimes, et, sachant que je l'avais connue, il vint me voir pour me parler d'elle. Je me posai d'abord la question de savoir s'il n'y avait pas là l'exemple d'une fait assez commun : on me demandait une direction pour devenir un directeur. Simple question, je le répète, que je me suis posée. Quoi qu'il en soit, on m'a confié son histoire. J'étais tellement frappé de ce qu'il y avait de merveilleux dans ce cas : une femme étrangère, hostile même, à toute religion, qui, un jour, avait vu toute la vérité, qui l'avait vue au sens propre, non par raisonnement, non d'une manière abstraite, mais comme un fait concret. Je connus d'autres cas du même genre, mais moins accentués. Telles furent les raisons accidentelles de ma lecture des mystiques. »

Pour l'historienne Annette Becker, Madeleine Sémer compte parmi les « femmes converties ou pratiquantes dévotes, [qui] utilisent leurs souffrances dans la guerre pour tenter de convaincre des amis, des proches, de la nécessité de la conversion à ce moment précis. » Elle la présente comme « une patriote engagée dans sa double foi. Un but de guerre central lui apparaît : convertir son fils unique, mobilisé en 1915. Elle a en effet élevé ce fils sans religion et se persuade que seule sa conversion au
front la rachètera en même temps qu’elle lui assurera, à lui, la vie éternelle. [...] Paul Sémer se convertit au front, et Madeleine Sémer sait que, grâce à la guerre, elle a donné naissance à son fils "deux fois". »
Elle fait partie des auteurs plagiés par Marthe Robin repérés par le carme Conrad De Meester dans son livre La Fraude mystique de Marthe Robin paru en 2020.